# Amarula

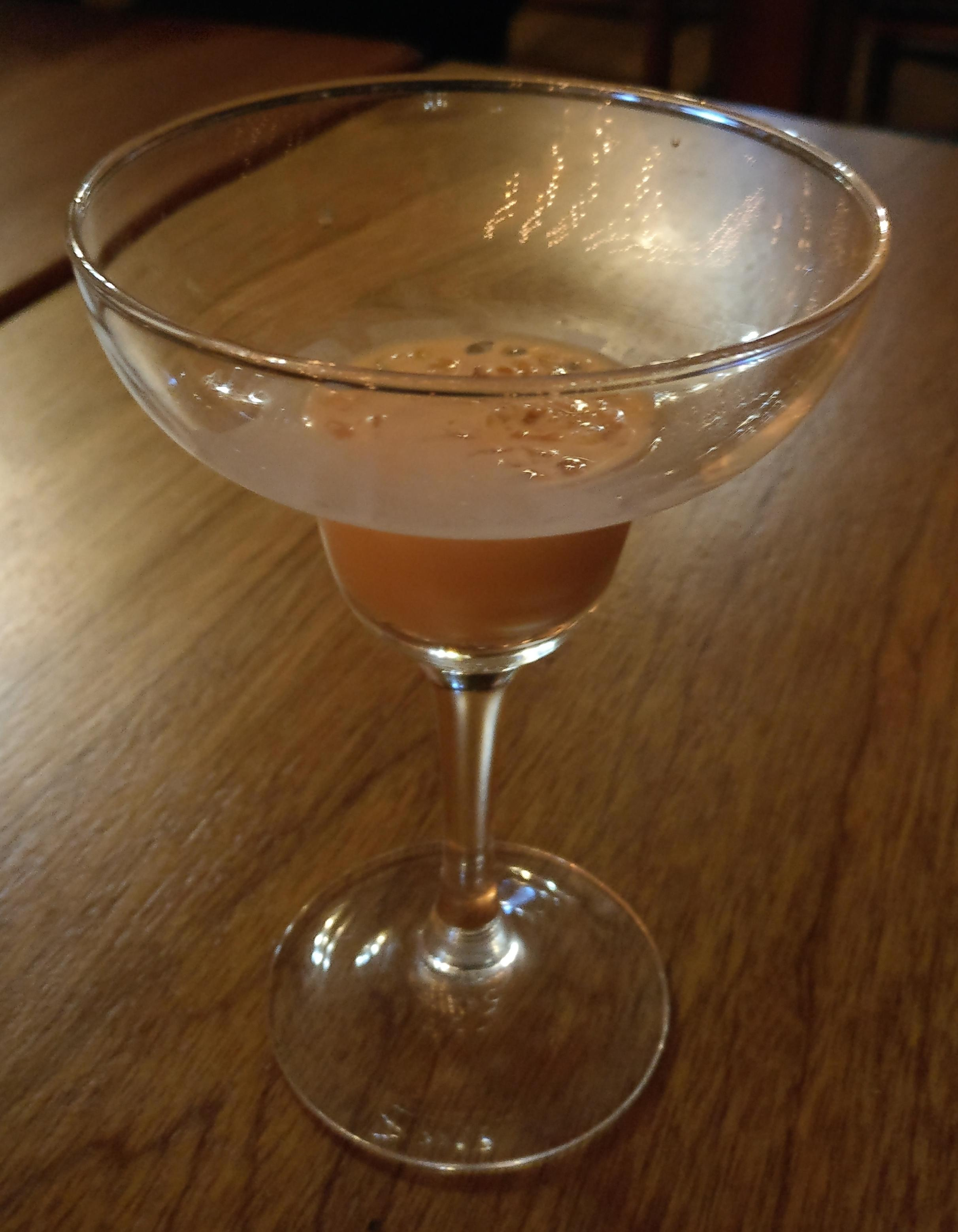
Bicchiere di Amarula.

L'Amarula è una crema di liquore prodotta principalmente in Sudafrica, a base di frutta selvatica e dal sapore di caramello leggermente fruttato, con una gradazione alcoolica di 17 gradi e zuccherina di 20 gradi. Gli ingredienti principali sono zucchero, panna e il frutto dell'albero denominato Marula (Sclerocarya birrea), chiamato anche "Albero degli Elefanti" o "Albero del Matrimonio".
Il lancio commerciale dell'Amarula come crema di liquore è avvenuto nel settembre del 1989, preceduto nel 1983 dal lancio dello spirito ottenuto dal frutto. L'Amarula ha ricevuto costantemente recensioni positive (pur con la nota di essere, come peraltro molte creme di liquore, troppo dolce per taluni palati) diventando il secondo prodotto più venduto al mondo nella categoria delle creme di liquore dopo la Baileys Irish Cream, riscuotendo un successo particolare in Brasile. L'Amarula è molto popolare e comune in tutta l'Africa, specialmente nelle coste meridionali e orientali, ed è importata sui principali mercati mondiali.
Una credenza popolare vuole che agli elefanti piaccia mangiare i frutti di Marula fermentati e finiscano per ubriacarsi, tuttavia secondo alcune ricerche ciò non corrisponde a verità. Un docufilm divulgativo del 1974 ("Animals are beautiful people") mostra invece elefanti e diversi altri animali ubriacarsi cibandosi di tali frutti.
Per via del collegamento dell'albero della Marula con gli elefanti, la casa produttrice - Distell Group Limited - li ha assunti come suo simbolo e si impegna alla causa della loro tutela, attraverso la cofondazione dell'Amarula Elephant Research Programme, presso l'Università di Natal a Durban.
Per scopi di marketing essa produce inoltre oggetti da collezione connessi alla figura dell'animale. La cantante svedese Amanda Jenssen canta della Marula nel brano Amarula Tree.

## Processo produttivo
I frutti, prodotti dalla femmina della Marula, maturano a febbraio, nel mezzo dell'estate sudafricana. Hanno forma oblunga e dimensione simile a quella di una prugna media, con una scorza coriacea di colore giallo vivo e una polpa bianca e fibrosa al cui interno si nasconde un grosso nocciolo con due o tre semi, ricchi d'olio e proteine.
La frutta raccolta viene selezionata e lavorata in modo da separare la polpa dalla scorza e dal nocciolo. La polpa così ottenuta viene trasportata, in cisterne alla temperatura di 8 °C per evitare le fermentazione, al centro di distillazione di Stellenbosch. 
A questo punto la polpa viene fatta fermentare alla temperatura di 18-20 °C per 7 – 10 giorni fino ad ottenere una specie di vino. La polpa depositatasi sul fondo delle cisterne di fermentazione viene pressata per estrarre i succhi residui che vengono distillati. Il distillato viene quindi aggiunto al vino ottenuto in precedenza che viene nuovamente distillato secondo diversi procedimenti per ottenere lo spirito che viene invecchiato 2 anni in piccoli barrique di quercia.
Dopo i due anni di invecchiamento il liquore viene miscelato con panna fresca per ottenere la crema di liquore.